# Felinae
De Felinae of kleine katten vormen een onderfamilie binnen de familie van de katachtigen (Felidae).
Behoren enkele van de grotere katachtigen, zoals de jachtluipaard en de poema ook tot de familie der kleine katten. De Pantherinae en de Felinae splitsten zich ongeveer 6,37 miljoen jaar geleden van elkaar af. Alle levende soorten ontstonden circa 3 miljoen jaar geleden. De onderfamilie der grote katten (Pantherinae) onderscheidt zich van de kleine katten onder andere door het hebben van een robuustere bouw, krachtigere kop en sterker gebit.

## Genera
Onderfamilie der kleine katten (Felinae):
- Geslacht Acinonyx
  - Jachtluipaard, cheeta of gepard (Acinonyx jubatus)
- Geslacht Caracal
  - Caracal of woestijnlynx (Caracal caracal)
  - Afrikaanse goudkat (Caracal auratus)
- Geslacht Catopuma
  - Aziatische goudkat (Catopuma temminckii)
  - Borneogoudkat (Catopuma badia)
- Geslacht Felis
  - Chinese bergkat of Gobikat (Felis bieti)
  - Huiskat (Felis catus)
  - Moeraskat of rietkat (Felis chaus)
  - Afrikaanse wilde kat (Felis lybica)
  - Woestijnkat (Felis margarita)
  - Zwartvoetkat (Felis nigripes)
  - Wilde kat (Felis silvestris)
- Geslacht Herpailurus
  - Jaguarundi of wezelkat (Herpailurus yagouaroundi)
- Geslacht Leopardus
  - Pantanalkat (Leopardus braccatus)
  - Colocolokat (Leopardus colocola)
  - Leopardus fasciatus
  - Leopardus garleppi
  - Geoffroykat (Leopardus geoffroyi)
  - Nachtkat of kodkod (Leopardus guigna)
  - Leopardus guttulus
  - Bergkat of Andeskat (Leopardus jacobita)
  - Leopardus narinensis
  - Pampakat of graskat (Leopardus pajeros)
  - Ocelot of pardelkat (Leopardus pardalis)
  - Leopardus pardinoides
  - Tijgerkat of oncilla (Leopardus tigrinus)
  - Margay (Leopardus wiedii)
- Geslacht Leptailurus
  - Serval (Leptailurus serval)
- Geslacht Lynx
  - Euraziatische lynx (Lynx lynx)
  - Canadese lynx (Lynx canadensis)
  - Spaanse lynx, pardellynx of Iberische lynx (Lynx pardinus)
  - Rode lynx of bobcat (Lynx rufus)
- Geslacht Otocolobus
  - Manoel of Pallaskat (Otocolobus manul)
- Geslacht Pardofelis
  - Marmerkat (Pardofelis marmorata)
- Geslacht Prionailurus
  - Bengaalse tijgerkat of luipaardkat (Prionailurus bengalensis)
  - Prionailurus javanensis
  - Viskat of vissende kat (Prionailurus viverrinus)
  - Roestkat (Prionailurus rubiginosus)
  - Platkopkat of marterkat (Prionailurus planiceps)
- Geslacht Puma
  - Poema of bergleeuw (Puma concolor)

De subfamilie der kleine katten omvat sommige soorten, zoals de lynx en vooral de poema, die ondanks de naam echter zeer groot kunnen worden. Vroeger werden al deze katten in één enkel geslacht ondergebracht: Felis. Later zijn er vele geslachten onderscheiden binnen het vroegere geslacht Felis, zoals de bovenstaande lijst laat zien. Niet alle biologen zijn het daar mee eens. Daarom bestaat er ook een middenweg tussen het enkele geslacht Felis en de bovenstaande indeling. Deze middenweg erkent dan de geslachten Felis, Leopardus, Lynx, Puma, Caracal, Prionailurus, Pardofelis en soms Acinonyx.